# Comarque de Muros
Muros est une comarque de la province de La Corogne en Galice (Espagne). 

## Municipios de la comarque
La comarque est composée de deux municipios (municipalités ou cantons) : 
- Carnota
- Muros (le chef-lieu)